# Hilara acephala
Hilara acephala är en tvåvingeart som först beskrevs av Georg Wolfgang Franz Panzer 1798.  Hilara acephala ingår i släktet Hilara och familjen dansflugor.
Artens utbredningsområde är Österrike. Inga underarter finns listade i Catalogue of Life.